# 작전고등학교
작전고등학교(鵲田高等學校)는 대한민국 인천광역시 계양구 작전동에 있는 공립 고등학교이다.

## 학교 연혁
- 2004년 2월 10일 : 교사 준공(10학급 인가)
- 2004년 3월 1일 : 개교, 초대 조성부 교장 취임
- 2004년 3월 3일 : 입학식(10학급 323명 입학)
- 2007년 2월 14일 : 제1회 졸업식(312명 졸업)
- 2009년 7월 9일 : 다목적 강당(호연관) 개관
- 2023년 12월 29일 : 제18회 졸업식(189명 졸업, 졸업생 총수 6,048명)
- 2024년 3월 4일 : 입학식(7학급 189명 입학)
- 2024년 9월 1일 : 제9대 한현숙 교장 취임

## 참고 자료
- 작전고등학교 - 한국교육학술정보원 학교알리미